# Бенгтсон, Джерри
Дже́рри Рика́рдо Бе́нгтсон Бо́дден (исп. Jerry Ricardo Bengtson Bodden; род. 8 апреля 1987, Санта-Роса-де-Агуан, Гондурас) — гондурасский футболист, нападающий и капитан клуба «Олимпия» из Тегусигальпы, игрок сборной Гондураса.

## Клубная карьера
Бенгтсон начал свою карьеру в клубе «Вида». 13 августа 2007 года в матче против «Олимпии» он дебютировал в чемпионате Гондураса. 30 сентября в поединке против «Реал Эспанья» Джерри забил свой первый гол за «Виду». За клуб в 81 матче Бенгтсон забил 36 голов, а также в сезоне Клаусуры 2009/2010 стал лучшим бомбардиром первенства.
В 2011 году он подписал контракт на три года с «Мотагуа». 22 августа в матче против «Виктории» Джерии забил свой первый гол за новый клуб. В своём первом сезона Бенгтсон помог команде выиграть чемпионат Гондураса, а сам Джерри стал лучшим бомбардиром.
5 июля 2012 года Бенгтсон перешёл в клуб MLS «Нью-Инглэнд Революшн», подписав контракт по правилу назначенного игрока. В высшей лиге США он дебютировал 8 июля в матче против «Нью-Йорк Ред Буллз», выйдя на замену на 60-й минуте вместо Блейка Бреттшнайдера и забив гол на 83-й минуте. 16 июня 2015 года Бенгтсон покинул «Нью-Инглэнд Революшн» по обоюдному согласию сторон.

## Международная карьера
20 апреля 2010 года в товарищеском матче против сборной Венесуэлы Бенгтсон дебютировал за сборную Гондураса. 9 февраля 2011 года в поединке против сборной Эквадора он забил свой первый гол за национальную команду.
В том же году он был включён в заявку сборной на участие в Золотом кубке КОНКАКАФ. На турнире он сыграл в матчах против сборных Мексики, Коста-Рики, Ямайки, Гренады и Гватемалы. Во встречах против Гренады и Коста-Рики Джерри забил три гола.
Летом 2012 года Бенгтсон был включён в заявку национальной команды на поездку в Лондон на Олимпийские игры. На турнире он принял участие в матчах против команд Испании, Марокко, Японии и Бразилии. Джерри забил победный гол в ворота испанцев и сделал дубль в поединке против Марокко.

### Голы за сборную Гондураса
| #   | Дата             | Место                                            | Противник  | Результат | Соревнование                            |
| --- | ---------------- | ------------------------------------------------ | ---------- | --------- | --------------------------------------- |
| 01. | 9 февраля 2011   | Нилмо Эдвардс, Ла-Сейба, Гондурас                | Эквадор    | 1:1       | Товарищеский матч                       |
| 02. | 29 мая 2011      | Робертсон Стэдиум, Хьюстон, США                  | Сальвадор  | 2:2       | Товарищеский матч                       |
| 03. | 10 июня 2011     | Эф-ай-ю Стэдиум, Майами, США                     | Гренада    | 7:1       | Золотой кубок КОНКАКАФ 2011             |
| 04. | 10 июня 2011     | Эф-ай-ю Стэдиум, Майами, США                     | Гренада    | 7:1       | Золотой кубок КОНКАКАФ 2011             |
| 05. | 18 июня 2011     | Метлайф Стэдиум, Ист-Ратерфорд, США              | Коста-Рика | 1:1       | Золотой кубок КОНКАКАФ 2011             |
| 06. | 11 октября 2011  | Нилмо Эдвардс, Ла-Сейба, Гондурас                | Ямайка     | 2:1       | Товарищеский матч                       |
| 07. | 14 ноября 2011   | Олимпико Метрополитано, Сан-Педро-Сула, Гондурас | Сербия     | 2:0       | Товарищеский матч                       |
| 08. | 14 ноября 2011   | Олимпико Метрополитано, Сан-Педро-Сула, Гондурас | Сербия     | 2:0       | Товарищеский матч                       |
| 09. | 7 сентября 2012  | Педро Марреро, Гавана, Куба                      | Куба       | 0:3       | Чемпионат мира 2014 (отборочный турнир) |
| 10. | 11 сентября 2012 | Олимпико Метрополитано, Сан-Педро-Сула, Гондурас | Куба       | 1:0       | Чемпионат мира 2014 (отборочный турнир) |
| 11. | 16 октября 2012  | Олимпико Метрополитано, Сан-Педро-Сула, Гондурас | Канада     | 8:1       | Чемпионат мира 2014 (отборочный турнир) |
| 12. | 16 октября 2012  | Олимпико Метрополитано, Сан-Педро-Сула, Гондурас | Канада     | 8:1       | Чемпионат мира 2014 (отборочный турнир) |
| 13. | 16 октября 2012  | Олимпико Метрополитано, Сан-Педро-Сула, Гондурас | Канада     | 8:1       | Чемпионат мира 2014 (отборочный турнир) |
| 14. | 18 января 2013   | Национальный стадион, Сан-Хосе, Коста-Рика       | Сальвадор  | 1:1       | Центральноамериканский кубок 2013       |
| 15. | 6 февраля 2013   | Олимпико Метрополитано, Сан-Педро-Сула, Гондурас | США        | 2:1       | Чемпионат мира 2014 (отборочный турнир) |
| 16. | 22 марта 2013    | Олимпико Метрополитано, Сан-Педро-Сула, Гондурас | Мексика    | 2:2       | Чемпионат мира 2014 (отборочный турнир) |
| 17. | 6 сентября 2013  | Ацтека, Мехико, Мексика                          | Мексика    | 2:1       | Чемпионат мира 2014 (отборочный турнир) |
| 18. | 11 октября 2013  | Олимпико Метрополитано, Сан-Педро-Сула, Гондурас | Коста-Рика | 1:0       | Чемпионат мира 2014 (отборочный турнир) |
| 19. | 5 марта 2014     | Олимпико Метрополитано, Сан-Педро-Сула, Гондурас | Венесуэла  | 2:1       | Товарищеский матч                       |

## Достижения
Командные
«Мотагуа»
- Чемпион Гондураса: клаусура 2011

«Зоб Ахан»
- Обладатель Суперкубка Ирана: 2016

«Саприсса»
- Чемпион Коста-Рики: клаусура 2018
- Победитель Лиги КОНКАКАФ: 2022

«Олимпия»
- Чемпион Гондураса: апертура 2019, апертура 2020, клаусура 2021, апертура 2021

Индивидуальные
- Лучший бомбардир чемпионата Гондураса: апертура 2009, клаусура 2010, апертура 2010, апертура 2018, клаусура 2019